# Semiramide
Semiramide ist eine Opera seria (Originalbezeichnung: „melo-dramma tragico“) in zwei Akten von Gioachino Rossini (Musik) mit einem Libretto von Gaetano Rossi. Sie wurde am 3. Februar 1823 im Teatro La Fenice in Venedig uraufgeführt und ist Rossinis letzte für Italien komponierte Oper. Die Titelrolle schrieb Rossini für seine Frau Isabella Colbran.

## Handlung

### Vorgeschichte
Semiramide, Königin von Babylon, hat mit Hilfe ihres Geliebten Assur ihren Ehemann, König Nino, vergiftet. Ihr gemeinsamer Sohn Ninia, zu diesem Zeitpunkt noch ein Säugling oder Kleinkind, wurde von einem Vertrauten Ninos, einem skythischen Feldherrn in babylonischen Diensten, gerettet und als dessen Sohn Arsace aufgezogen. Ninia gilt in Babylon seit Ninos Tod als vermisst. Weder Ninia/Arsace selbst noch seine Mutter Semiramide wissen von seiner Identität, sondern lediglich der Hohepriester Oroe, der zudem auch Ninos der Öffentlichkeit unbekannte Todesursache kennt. Semiramide regiert seit Ninos Tod allein und hat sich zunehmend von Assur entfremdet. Ninia/Arsace ist inzwischen erwachsen und selbst erfolgreicher Feldherr; sein Ziehvater ist verstorben.

### Kurzfassung
Erster Akt
Assur ist es gelungen, Semiramide unter Druck zu setzen, einen Nachfolger Ninos zu ernennen. Er geht davon aus, dass sie sich an die seinerzeitige Absprache hält und ihn zum König macht. Gegen Assur opponieren jedoch Oroe und Arsace. Assur und Arsace konkurrieren zudem um die Liebe der Prinzessin Azema, die auch vom indischen König Idreno umworben wird. Assur glaubt sich als Prinz von göttlichem Blut sowohl des Thrones als auch der Hand Azemas sicher, auf den „Skythen“ Arsace schaut er verächtlich herab. Arsace weiß jedoch, dass Azema ihn liebt.
Semiramide verkündet öffentlich, dass der neue babylonische König auch ihr Ehemann werden soll, was von allen Aspiranten mit Entsetzen aufgenommen wird. Sie nennt den Namen Arsaces und verlangt von Oroe, sie unverzüglich zu trauen. Oroe und Arsace sind gleichermaßen entsetzt, dieser aufgrund seiner Liebe zu Azema und jener, weil er weiß, dass Arsace Semiramides Sohn ist. Assur ist außer sich vor Wut. Idreno nutzt die Gunst der Stunde und bittet Semiramide um Azemas Hand, die diese ihm auch verspricht. Im allgemeinen Chaos erscheint der Geist König Ninos, der verlangt, dass für noch ungesühnte Schuld ein Opfer dargebracht wird. Auch auf Nachfrage äußert er sich nicht konkreter. Alle Anwesenden sind erschüttert, die Heirat von Semiramide und Arsace findet zunächst nicht statt.
Zweiter Akt
Assur macht Semiramide schwere Vorhaltungen ob des gebrochenen Versprechens und sinnt auf Rache. Unterdessen übergibt Oroe in einer geheimen Zeremonie im Tempel Baals Arsace Schwert und Krone König Ninos. Als Arsace dies entsetzt zurückweist, enthüllt ihm Oroe seine wahre Identität ebenso wie die Tatsache, dass Nino von Assur und Semiramide ermordet wurde. Arsace schwört Rache an Assur, fleht aber um Vergebung für seine Mutter. Oroe befiehlt ihm, sich nachts an Ninos Grab einzufinden, dorthin werde ein Gott das Opfer seiner Rache führen.
Arsace bittet Semiramide, Azema heiraten zu dürfen. Semiramide ist jedoch nach wie vor entschlossen, selbst Arsace zu heiraten. Daraufhin enthüllt er ihr, dass er ihr Sohn ist und von der Ermordung seines Vaters weiß. Sie bricht in Tränen aus und bittet ihn, sie zu töten, um seinen Vater zu rächen, was er jedoch verweigert. Assur wartet in der Nähe von Ninos Grab auf Arsace, den er aus Rache für den entgangenen Thron töten will. Semiramide begibt sich ebenfalls dorthin und bittet Ninos Geist um Schutz für Arsace und Vergebung für sich selbst. Arsace trifft mit Oroe, Priestern und Wachen ein; er ist überzeugt, dass Assur das ausersehene Opfer ist. Auf Oroes Anweisung sticht Arsace im Dunkeln zu. Oroe befiehlt, Assur als Ninos Mörder zu verhaften, und verkündet, dass Arsace König Ninia ist. Als Arsace sich wundert, woher das Blut an seinem Schwert stammt, wenn Assur doch noch lebt, muss er unter Assurs Hohngelächter feststellen, dass er seine Mutter getötet hat. Er will sich nun selbst das Leben nehmen, was Oroe und die Priester jedoch verhindern. Mit einem Huldigungschor auf König Arsace endet die Oper.
Die folgende Inhaltsangabe basiert auf dem Libretto der Urfassung von 1823.

### Erster Akt
Festlich geschmückter prächtiger Tempel Baals

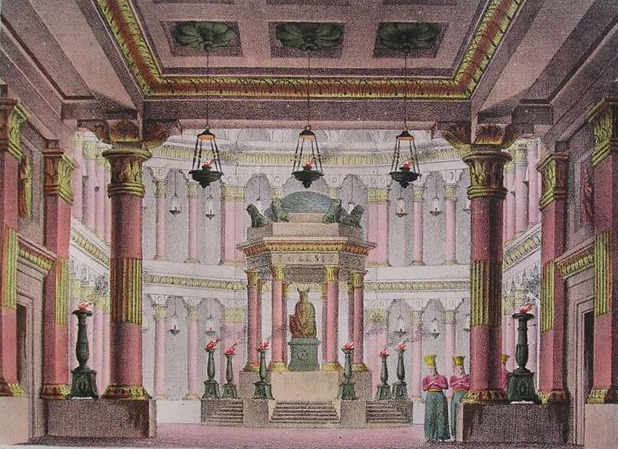
Alessandro Sanquirico: Erster Akt, Szene 1, Mailand 1824

Szene 1. Umgeben von seinen Magier-Priestern betet Oberpriester Oroe zu Füßen der Baalsstatue in Erwartung des „Schreckensaugenblicks der Rache und Gerechtigkeit“. (Introduktion: „Sì… gran nume… t’intesi“) Anschließend lässt er die Tempeltore für das Volk und die internationalen Gäste öffnen.
Szene 2. Babylonier, Inder mit ihrem König Idreno und Assyrer mit Prinz Assur betreten den Tempel und bringen der Gottheit ihre Opfergaben dar. Königin Semiramide plant, noch heute den Nachfolger König Ninos zu bestimmen. Idreno hofft, den Lohn für seine Liebe zu finden. Assur dagegen ist fest davon überzeugt, dass er selbst erwählt werde. Oroe, der Assurs Charakter und seine Taten kennt, ist entsetzt.
Szene 3. In Begleitung der königlichen Wachen und des gesamten Hofstaats treten Semiramide, die Prinzessin Azema und der Hauptmann Mitrane auf. Nachdem die Ankömmlinge vom Volk bejubelt wurden, fordert Assur Semiramide auf, zu schwören, dass sie Ninos Nachfolger bestimmen werde. Semiramide schaut sich unsicher um. Sie zögert, da sie jemanden unter den Anwesenden vermisst. Schließlich beginnt sie mit ihrer Erklärung: „Des Nino…“ Da ertönt ein Donnerschlag, und das Altarfeuer verlischt. Semiramide fragt Oroe nach dem Grund für den Zorn des Himmels. Oroe erklärt mit festem Blick auf sie und Assur, dass es noch immer ungesühnte Verbrechen gebe. Er erwarte den Spruch des Orakels von Memphis. Dann könne der künftige König erwählt werden. Assur erinnert Semiramide an ihre gemeinsame Vergangenheit. Sie will die Thronanwärter im Palast erwarten. Alle verlassen den Tempel.
Szene 4. Oroe hofft auf die Gerechtigkeit der Götter und fürchtet um das Schicksal Semiramides. Er tritt in das Innere des Tempels.
Szene 5. Der babylonische General Arsace erscheint mit zwei Sklaven, die eine verschlossene Truhe tragen. Er betrachtet ehrfürchtig den Tempel, zu dem ihn sein Vater Fradate noch auf dem Totenbett befohlen hatte (Rezitativ: „Eccomi alfine in Babilonia“). Nun hat ihn Semiramide an ihren Palast berufen. Er hofft, dort seine Geliebte Azema wiederzusehen, die er einst vor Barbaren gerettet hatte (Cavatine: „Ah! quel giorno ognor rammento“).
Szene 6. Oroe begrüßt Arsace herzlich. Arsace übergibt ihm die Truhe. Sie enthält den Nachlass seines Vaters – Pfänder, die bislang noch niemand zu Gesicht bekam. Es handelt sich um ein Schriftstück, die Königskrone und ein Schwert. Oroe offenbart Arsace, dass sein Vater durch Gift und Verrat umgekommen sei und durch dieses Schwert gerächt werden solle. Als er Assur kommen sieht, zieht er sich zurück. Zwei Priester folgen ihm mit der Truhe.
Szene 7. Assur wirft Arsace vor, das kaukasische Heerlager ohne seinen Befehl verlassen zu haben. Arsace rechtfertigt sich mit dem Befehl der Königin – und seiner Liebe zu Azema. Assur weist ihn darauf hin, dass Azema von königlichem Geblüt sei und schon seit ihrer Kindheit dem Ninias versprochen war. Nur assyrische Halbgötter wie er dürften um sie werben, aber keine „Skythen“. Assur weiß jedoch von Ninias Schicksal. Er kenne und fürchte niemanden, der ihm entgegentreten könne. Seine Liebe sei echt und werde von Azema erwidert, während Assur lediglich den Thron liebe. Assur antwortet mit hochmütigen Drohungen (Duett: „Bella imago degli dèi“).
Vorhalle im Palast

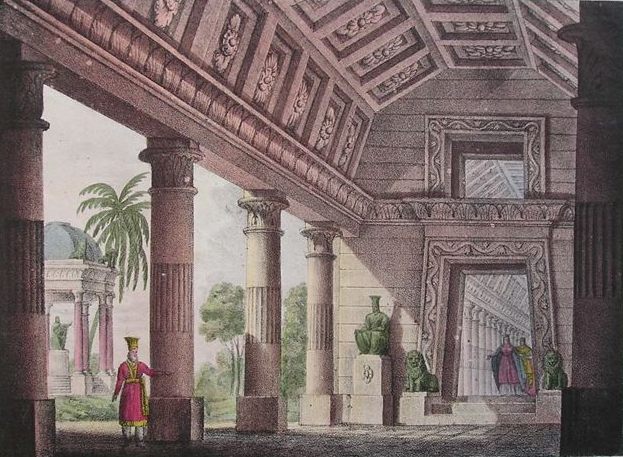
Alessandro Sanquirico: Erster Akt, Szene 8, Mailand 1824

Szene 8. Während Azema sich über die Ankunft ihres Geliebten Arsace freut (Szene „O me felice!“), tritt Idreno auf sie zu. Auch er hofft auf ihre Hand, sorgt sich aber wegen seines Rivalen Assur. Azema erklärt ihm, dass sie diesen verachte. Idreno versichert ihr seine Liebe (Arie: „Ah dov’è, dov’è il cimento?“). Azema ist von seiner Rede beeindruckt. Sie könnte ihn lieben, wenn nicht schon Arsace ihr Herz besäße.
Hängende Gärten
Szene 9. Junge Kitharöden und Hofdamen bemühen sich um Trost für die noch immer trübsinnige Semiramide. Sie verheißen ihr Liebesfreuden mit dem zurückgekehrten Arsace (Frauenchor: „Serena i vaghi rai“). Semiramide schöpft wieder Hoffnung (Cavatine: „Bel raggio lusinghier“).
Szene 10. Mitrane erscheint mit einem Papyrusblatt. Es ist der erwartete Orakelspruch aus Memphis. Er prophezeit, dass Semiramides Leiden enden werden, wenn Arsace zu einer neuen Hochzeit zurückgekehrt ist. Semiramide glaubt, es handle sich um ihre eigene Heirat. Sie beauftragt Mitrane, die Vorbereitungen zur Hochzeitsfeier zu treffen. Alle sollen sich an ihrem Thron einfinden, um ihre Entscheidung zu erfahren.
Szene 11. Arsace erzählt Semiramide vom Hochmut Assurs, der sich bereits für den König und Azemas Bräutigam halte. Er werde mit Freuden für sie (Semiramide) sterben, aber niemals Assur dienen. Semiramide versichert ihm, dass Azema keinesfalls Assur heiraten werde. Sie wisse von dessen Plänen und werde ihn strafen. Außerdem kenne sie seine (Arsaces) Treue und Reinheit. Er könne alles von ihr erhoffen. Arsace bekennt, wie sehr er von Liebe durchdrungen sei. Beide überlassen sich „süßen Bildern […] des Friedens und des Segens“ (Duettino: „Serbami ognor sì fido“).
Vorhalle
Szene 12. Assur und Oroe treffen nach fünfzehn Jahren zum ersten Mal wieder aufeinander. Oroe erinnert Assur an die damalige Schreckensnacht, in der die Assyrer den König und dessen Sohn Ninia verloren hatten – dabei fixiert er Assur mit seinem Blick. Assur geht nicht darauf ein. Er warnt Oroe und Arsace davor, ihm in die Quere zu kommen. Oroe vertraut auf die Hilfe seines Gottes, der den Verräter strafen werde.
Prächtiger Ort im Palast mit Blick auf Babylon

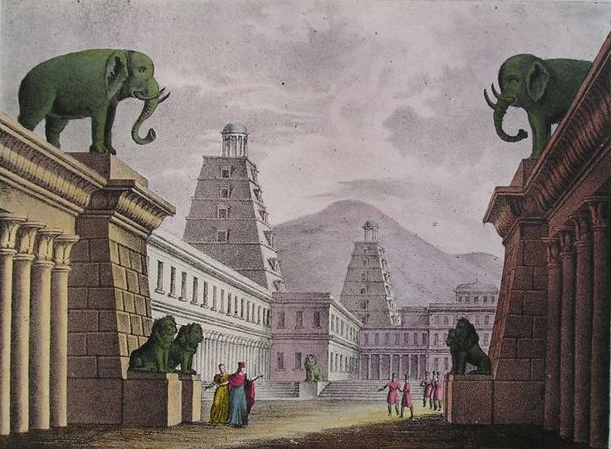
Alessandro Sanquirico: Erster Akt, Szene 13, Mailand 1824

Auf der rechten Seite der Thron, auf der linken die Vorhalle zum Mausoleum König Ninos.
Szene 13. Unter dem Gesang des Volks und der Priester ziehen die Würdenträger ein. Den königlichen Wachen folgen zunächst die Satrapen mit ihrem Gefolge, darauf Oroe und die Priester, die einen Altar tragen, anschließend Idreno, Assur und Arsace mit Gefolge und schließlich Semiramide, Azema, Mitrane und die Hofdamen. Alle erwarten hoffnungsvoll, dass das Reich endlich einen neuen König erhalte (Finale I: „Ergi omai la fronte altera“). Semiramide besteigt den Thron. Auf die Stufen neben ihr setzen sich Azema, Assur, Oroe, Arsace und Idreno. Semiramide lässt die Anwesenden schwören, den von ihr Erwählten als König anzuerkennen, wer immer es auch sei. Dann verkündet sie zum Entsetzen aller, dass der betreffende nicht nur König, sondern auch ihr Gatte werden solle. Es sei Arsace. Während dieser, Azema, Oroe und Assur sich noch von ihrem Schrecken erholen, preist das Volk bereits Arsace als neuen König. Assur begehrt kurz auf, wird aber von Semiramide zum Schweigen gebracht. Einzig Idreno schöpft Hoffnung. Er bittet Semiramide um die Hand Azemas. Semiramide gewährt sie ihm. Arsace weist sie darauf hin, dass es ihm nie um den Thron ging. Semiramide ignoriert den Einwand und lässt die Priester vortreten. In diesem Moment erbebt die Erde. Blitze zucken durch die Luft, das Tor zum Mausoleum öffnet sich, und der Geist des Nino erscheint. Er prophezeit, dass Arsace herrschen werde. Aber zuvor sei eine schwere Untat zu versöhnen. Arsace solle an seinem Grab ein Opfer darbringen. Arsace verspricht das, erhält aber keine Antwort auf seine Frage, worin das Opfer bestehen solle. Als Semiramide ihm zum Grabmal folgen will, weist Nino sie zurück. Er werde sie zu ihm rufen, sobald es die Götter wollen. Er tritt zurück in die Gruft. Das Tor schließt sich hinter ihm. Alle schaudern vor dem Zorn der Götter.

### Zweiter Akt
Vorhalle
Szene 1. Mitrane lässt Wachen aufstellen, die Assur beobachten sollen.
Szene 2. Er teilt Semiramide mit, dass Assur trotz ihres Befehls den Palast noch nicht verlassen habe.
Szene 3. Assur erinnert Semiramide an ihre alte Freundschaft. Sie fragt ihn, ob er den Geist des von ihm ermordeten Königs nicht fürchte. Er weist sie darauf hin, dass doch sie selbst damals das Gift hergestellt und ihm den Thron und die Ehe versprochen habe. Sie entgegnet, dass er sie dazu verleitet habe. Zudem hatte sie damals noch einen Sohn, dem sie jetzt nur zu gern die Herrschaft abtreten würde. Aber er wurde ermordet – vielleicht gar von Assur selbst. Beide werfen sich gegenseitig die Schuld an den damaligen Verbrechen vor und denken an die Drohung des Geistes (Duett: „Se la vita ancor t’è cara“). Semiramide vertraut auf den Schutz Arsaces, den Assur nun als seinen König anerkennen müsse. In der Ferne ist bereits festliche Musik zur Feier des neuen Königs zu hören. Beide gehen unter weiteren gegenseitigen Drohungen auseinander.
Das Innere des Heiligtums

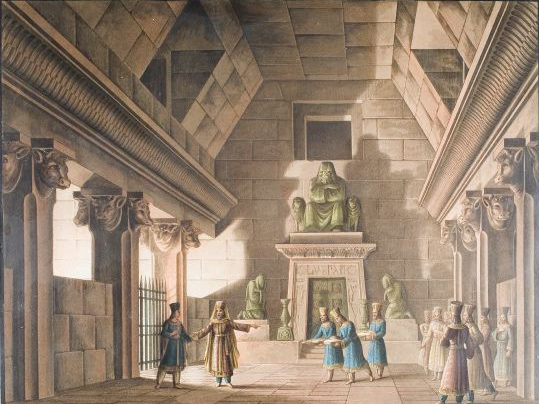
Alessandro Sanquirico: Zweiter Akt, Szene 4, Mailand 1824

Szene 4. Die Priester begrüßen Arsace vor seiner Inthronisation (Chor: „In questo augusto“). Arsace ist bereit, sein Schicksal anzunehmen (Szene: „Ebben, compiasi omai“). Oroe bereitet ihn darauf vor, dass etwas Schreckliches geschehen könnte. Er lässt die Krone, das Schwert und das Schriftstück aus dem Nachlass von Arsaces Vater holen. Während er ihm die Krone aufsetzt, enthüllt er ihm seine wahre Identität: Arsace ist Ninia, der vermeintlich ermordete Sohn Ninos und Semiramides. Er wurde von Fradate gerettet und unter falschem Namen aufgezogen. Als Beweis zeigt er ihm das Schriftstück: einen Brief Ninos an Fradate, den er noch auf dem Sterbebett geschrieben hatte. Darin offenbart Nino den Giftmord durch Assur und Semiramide und hofft, dass sein Sohn Ninia ihn einst rächen werde. Arsace/Ninia sinkt in Oroes Arme und bittet ihn um Trost und Hilfe (Arie: „In sì barbara sciagura“). Oroe und die Priester fordern ihn auf, die von seinem Vater verlangte Rache auszuüben. Oroe überreicht ihm das dazu bestimmte Schwert. Von neuem Mut durchdrungen nimmt Arsace die Aufgabe an. Assur solle sterben. Aber die Götter mögen durch seine Tränen dazu bewegt werden, seiner Mutter zu vergeben.
Gemächer Semiramides
Szene 5. Mitrane versucht Azema über den Verlust ihres Geliebten Arsace zu trösten.
Szene 6. Dem hinzukommenden Idreno versichert sie traurig, dass sie dem Befehl ihrer Mutter gehorchen und ihn heiraten werde. Idreno hofft auf ihre Liebe (Arie: „La speranza più soave“). Hofdamen, Edelleute und Inder kommen, um die beiden zur Hochzeitszeremonie im Tempel abzuholen. Idreno bemerkt, wie Azema ihre Tränen kaum verbergen kann. Er rät ihr, ihre unerfüllbare Liebe aufzugeben, um mit ihm glücklich zu werden.
Szene 7. Semiramide bemerkt, dass Arsace sie meidet. Sie wünscht, dass er sich hochzeitlich geschmückt dem Volk zeige. Arsace hat jedoch nur noch seine Rache an Assur im Sinn. Semiramide erkennt, dass er von dem Mord an Nino weiß. Arsace rät ihr zur Flucht vor dem Zorn des Himmels und zeigt ihr das Schriftstück Ninos. Nachdem Semiramide ihren Schrecken überwunden hat, fordert sie Arsace auf, sie zu töten, um seinen Vater zu rächen – er aber erklärt, dass sie zwar dem Himmel verhasst, aber dennoch seine Mutter sei (Duett: „Ebbene… a te; ferisci“). Von Gefühlen überwältigt fallen sie sich in die Arme. Arsace verabschiedet sich von ihr, um am Grab seines Vaters das verlangte Opfer darzubringen. Semiramide geht davon aus, dass es sich um ein Blutopfer handelt. Sie bittet den Himmel um Schutz für Arsace.
Abgelegener Teil des Palasts, an das Mausoleum Ninos angrenzend

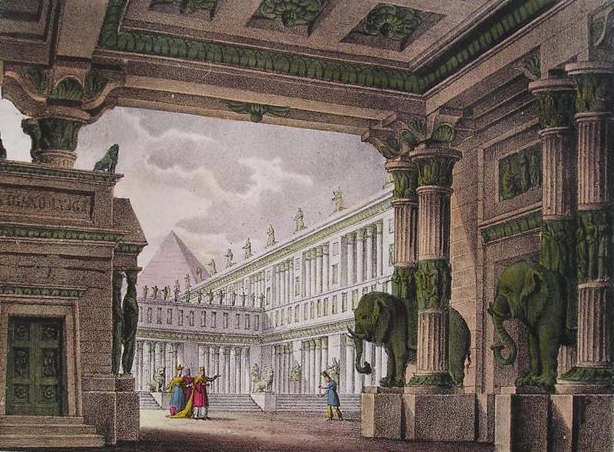
Alessandro Sanquirico: Zweiter Akt, Szene 8, Mailand 1824

Szene 8. Auch Assur hat sich zum Mausoleum begeben. Er will Arsace dort abfangen und ermorden (Szene: „Il dì già cade“).
Szene 9. Die mit ihm verbündeten Satrapen teilen Assur mit, dass keine Hoffnung mehr für ihn bestehe. Oroe habe eine Rede an das Volk gehalten und ihn vollständig diskreditiert (Chor: „Oroe dal tempio escì“). Assur lässt sich davon nicht abschrecken. Er nähert sich dem Mausoleum. Plötzlich zuckt er zurück. Er vermeint, den Geist Ninos zu sehen, der ihm entgegentrete. In seinem Schrecken fleht er um Gnade (Arie: „Deh!… ti ferma… ti placa… perdona“). Die Satrapen wundern sich über sein Verhalten. Es gelingt ihnen schließlich, ihn wieder zur Besinnung zu bringen. Er erklärt ihnen seinen Wahn mit dämonischem Einfluss. Dennoch verliert er nicht den Mut und tritt zuversichtlich in das Mausoleum.
Szene 10. Mitrane hat von Assurs Schändung des Grabmals erfahren. Er verteilt Wachen um das Mausoleum und entfernt sich, um Semiramide davon zu unterrichten.
Unterirdisches Gewölbe im Mausoleum Ninos mit dessen Urne in der Mitte

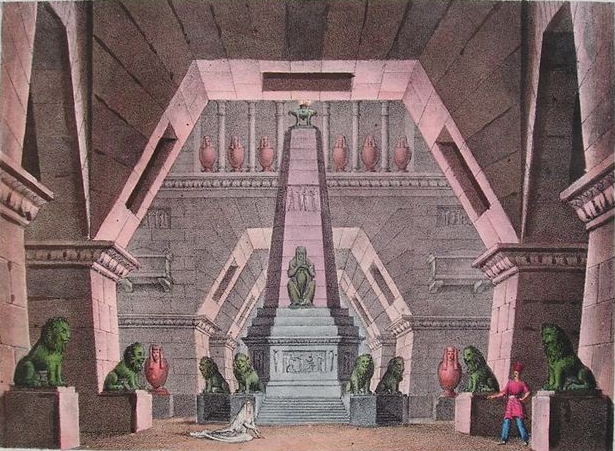
Alessandro Sanquirico: Zweiter Akt, Szene 11, Mailand 1824

Szene 11. Die Priester steigen in das Grabgewölbe hinab, um dem Eindringling entgegenzutreten (Finale II: „Un traditor, con empio ardir“). Sie fragen sich, um wen es sich handeln könnte, und verteilen sich im Mausoleum. Oroe führt Arsace herein und versichert ihm, dass die Gottheit ihm sein Opfer zuführen werde. Arsace geht davon aus, dass es Assur sein werde und macht sich auf die Suche nach ihm. Auch Assur hat sich inzwischen eingefunden, um Arsace zu töten. Zuletzt erscheint Semiramide. Sie wird von Reue geplagt, sucht Arsaces Vergebung und betet um Schutz für ihn. Sowohl Arsace als auch Assur bemerken sie und treffen so aufeinander. Alle drei verweilen angsterfüllt eine Weile beieinander. Da erklingt von hinter dem Grabmal die Stimme Oroes: „Ninia, ferisci!“ („Ninia, stoße zu!“). Die drei kommen wieder zur Besinnung. Arsace versucht, Assur zu töten, trifft jedoch versehentlich seine Mutter, die ihm in diesem Moment entgegentritt. Sie sinkt hinter dem Grabmal nieder. Oroe ruft die Priester und Wachen herbei, um Assur als Ninos Mörder festzunehmen. Er bezeichnet ihnen Arsace als Ninia und ihren Herrscher. Alle werfen sich vor Arsace nieder. Der erkennt, dass Assur noch lebt und fragt sich, wen er getötet hat. Während Assur abgeführt wird, bemerkt er die tote Semiramide – für ihn der einzige Trost in seiner Niederlage. Voller Häme weist er Arsace darauf hin, dass er seine eigene Mutter getötet hat. Arsace will sich entsetzt in sein Schwert stürzen, wird aber von Oroe zurückgehalten. Er sinkt ohnmächtig in dessen Arme. Der Chor fordert ihn auf, sich von seinem Schmerz nicht besiegen zu lassen und feiert ihn als neuen König.

## Gestaltung

### Instrumentation
Die Orchesterbesetzung der Oper enthält die folgenden Instrumente:
- Holzbläser: zwei Flöten/Piccoloflöten, zwei Oboen, zwei Klarinetten, zwei Fagotte
- Blechbläser: vier Hörner, zwei Trompeten, drei Posaunen
- Pauken, Große Trommel, Becken, Triangel
- Streicher
- Auf der Bühne: Banda

### Musiknummern
Die Oper enthält die folgenden Musiknummern:
- Sinfonia

Erster Akt
- Nr. 1. Introduktion: „Sì… gran nume… t’intesi“ (Szene 1)
  - (Idreno und Chor): „Là dal Gange a te primiero“ (Szene 2)
- Nr. 2. Rezitativ (Arsace): „Eccomi alfine in Babilonia“ (Szene 5)
  - Cavatine (Arsace): „Ah! quel giorno ognor rammento“ (Szene 5)
- Nr. 3. Duett (Arsace, Assur): „Bella imago degli dèi“ (Szene 7)
- Nr. 4. Szene: „O me felice!“ (Szene 8)
  - Arie (Idreno): „Ah dov’è, dov’è il cimento?“ (Szene 8)
- Nr. 5. Frauenchor: „Serena i vaghi rai“ (Szene 9)
  - Cavatine (Semiramide): „Bel raggio lusinghier“ (Szene 9)
- Nr. 6. Duettino (Semiramide, Arsace): „Serbami ognor sì fido“ (Szene 11)
- Nr. 7. Finale I: „Ergi omai la fronte altera“ (Szene 13)
  - (Tutti): „Qual mesto gemito“ (Szene 13)

Zweiter Akt
- Nr. 8. Duett (Semiramide, Assur): „Se la vita ancor t’è cara“ (Szene 3)
- Nr. 9. Chor: „In questo augusto“ (Szene 4)
  - Szene: „Ebben, compiasi omai“ (Szene 4)
  - Arie (Arsace): „In sì barbara sciagura“ (Szene 4)
- Nr. 10. Arie (Idreno): „La speranza più soave“ (Szene 6)
- Nr. 11. Duett (Semiramide, Arsace): „Ebbene… a te; ferisci“ (Szene 7)
  - (Semiramide, Arsace): „Giorno d’orrore“ (Szene 7)
- Nr. 12. Szene: „Il dì già cade“ (Szene 8)
  - Chor: „Oroe dal tempio escì“ (Szene 9)
  - Arie (Assur): „Deh!… ti ferma… ti placa… perdona“ (Szene 9)
- Nr. 13. Finale II: „Un traditor, con empio ardir“ (Szene 11)

### Musik
Der Dirigent Wilhelm Keitel bezeichnete die Partitur als eine von Rossinis „musikalisch reichhaltigsten und konzeptionell geschlossensten“.:117 Nachdem Rossini sich in seinen vorangegangenen Werken vorwiegend um große Ensembleszenen bemüht hatte, kehrte er in Semiramide wieder zu traditionelleren Formen zurück und legte den Schwerpunkt auf Solo-Arien und Duette. Die Rezitative heben sich wieder deutlich von den anderen Nummern ab, sind allerdings besonders sorgfältig auskomponiert. Die „einfallsreichsten und zugkräftigsten“ Musiknummern sind Semiramide und Arsace gewidmet, die auch zwei große Duette haben. Es folgt die Rolle des Assur mit drei herausragenden Nummern, darunter zwei Duetten. Jeder Kombination dieser drei Personen ist mindestens ein Duett gewidmet. Im Finale des zweiten Akts gibt es ein gemeinsames Terzett der drei Hauptrollen („L’usato ardir“). Die anderen Rollen wie der dritte Thronanwärter Idreno und Arsaces Geliebte Azema sind dagegen stark zurückgedrängt. Das Liebespaar begegnet sich in der gesamten Oper kein einziges Mal.
Der Rossini-Biograph Richard Osborne verglich die Oper mit dem zehn Jahre zuvor am selben Ort uraufgeführten Tancredi. Er betrachtete Semiramide in gewisser Weise als dessen „neue verbesserte Auflage“. Die Libretti beider Opern stammten von Gaetano Rossi, und beide basieren auf Dramen von Voltaire. Auch die musikalischen Formen des Tancredi entwickelte Rossini in Semiramide „majestätisch“ weiter. Osborne hob besonders „Reichtum und Umfang der Singstimmen- und Orchesterbehandlung und die zwingende Kraft des dramatischen Ablaufs“ hervor.:265
In der 700 Takte langen Introduktion wird zunächst die Vorgeschichte erzählt (in Tancredi gibt es eine allerdings nur 400 Takte lange Entsprechung). Dieser Abschnitt enthält verschiedene Abschnitte und Höhepunkte, unter denen der Donnerschlag in der dritten Szene der bedeutendste ist.
Die Rolle des Arsace wird ähnlich wie Tancredi eingeführt. Beide Figuren treten nicht gleich zu Beginn der jeweiligen Oper auf, sondern reisen erst später aus der Ferne an. Arsaces Arien leiden allerdings etwas unter Anzeichen einer „Erstarrung der Formen“.:267
Wie die Introduktion ist auch das Finale des ersten Akts groß angelegt. Es enthält insgesamt sechs Abschnitte in 900 Takten. Im ersten Teil kehrt das Hornthema der Ouvertüre wieder und wird anschließend als A-cappella-Chor weiterverarbeitet.:266 Zwei der Abschnitte stehen in Moll-Tonarten. Sie haben eine besondere Qualität. Der erste, „Qual mesto gemito“, enthält ein düsteres Ostinato, das an das Miserere in Verdis Il trovatore erinnert. Im zweiten dieser Abschnitte in f-Moll wendet sich der Geist Ninos an Arbace. Der Schrecken dieser Stelle ist Chorley zufolge sowohl im Rhythmus als auch in der Wortdeklamation erkennbar.:267
Weitere erwähnenswerte Musiknummern sind:
- Die Ouvertüre basiert auf Themen aus der Oper selbst. Sie ist auch als Konzertstück populär geworden.[7]:113
- Die Cavatine des Arsace „Ah! quel giorno ognor rammento“ (erster Akt, Szene 5), in der er an seine Geliebte Azema denkt.[8]
- Die Cavatine der Semiramide „Bel raggio lusinghier“ (erster Akt, Szene 9) – Richard Osborne zufolge die „glänzendste Nummer der Partitur“, ein „brillantes Paradestück, allerdings ein Liebeslied, das auch die Persönlichkeit von Semiramide beleuchtet.“[6]:267
- Das Duettino Semiramide/Arsace „Serbami ognor sì fido“ (erster Akt, Szene 11) – eins von „Rossinis lieblichsten Duetten“.[6]:267 Der Schlussabschnitt zitiert ein Crescendo aus der Ouvertüre.[7]:114
- Die Andante-Arie des Arsace „In sì barbara sciagura“ (zweiter Akt, Szene 4) mit starken Stimmungs-Schwankungen zwischen Verzweiflung und heroischer Entschlossenheit.[7]:114
- Der erste Teil des Duetts Semiramide/Arsace „Ebbene… a te; ferisci“ (zweiter Akt, Szene 7), in dem Semiramide Arsace bittet, sie als Buße für den Mord an Nino zu töten, zeigt Charles Osborne zufolge „Rossini at his most powerful, in its balance of musical and dramatic requirements“.[7]:114 Musikalisch ähnlich beeindruckend ist auch der zweite Teil des Duetts Semiramide/Arsace: „Giorno d’orrore“ (zweiter Akt, Szene 7).[8]
- Die Wahnsinnsarie des Assur „Deh!… ti ferma… ti placa… perdona“ (zweiter Akt Szene 9), in der mit Flöten und tiefen Streichern die Orchesterfarben der Anfangsszene das folgende Unheil ankündigen. Richard Osborne weist speziell auf die „zerrissene Deklamation und lastenden Rhythmen“ hin und hält diese Szene für einen Vorläufer der Bankett-Szene aus Verdis Macbeth.[6]:269

## Werkgeschichte

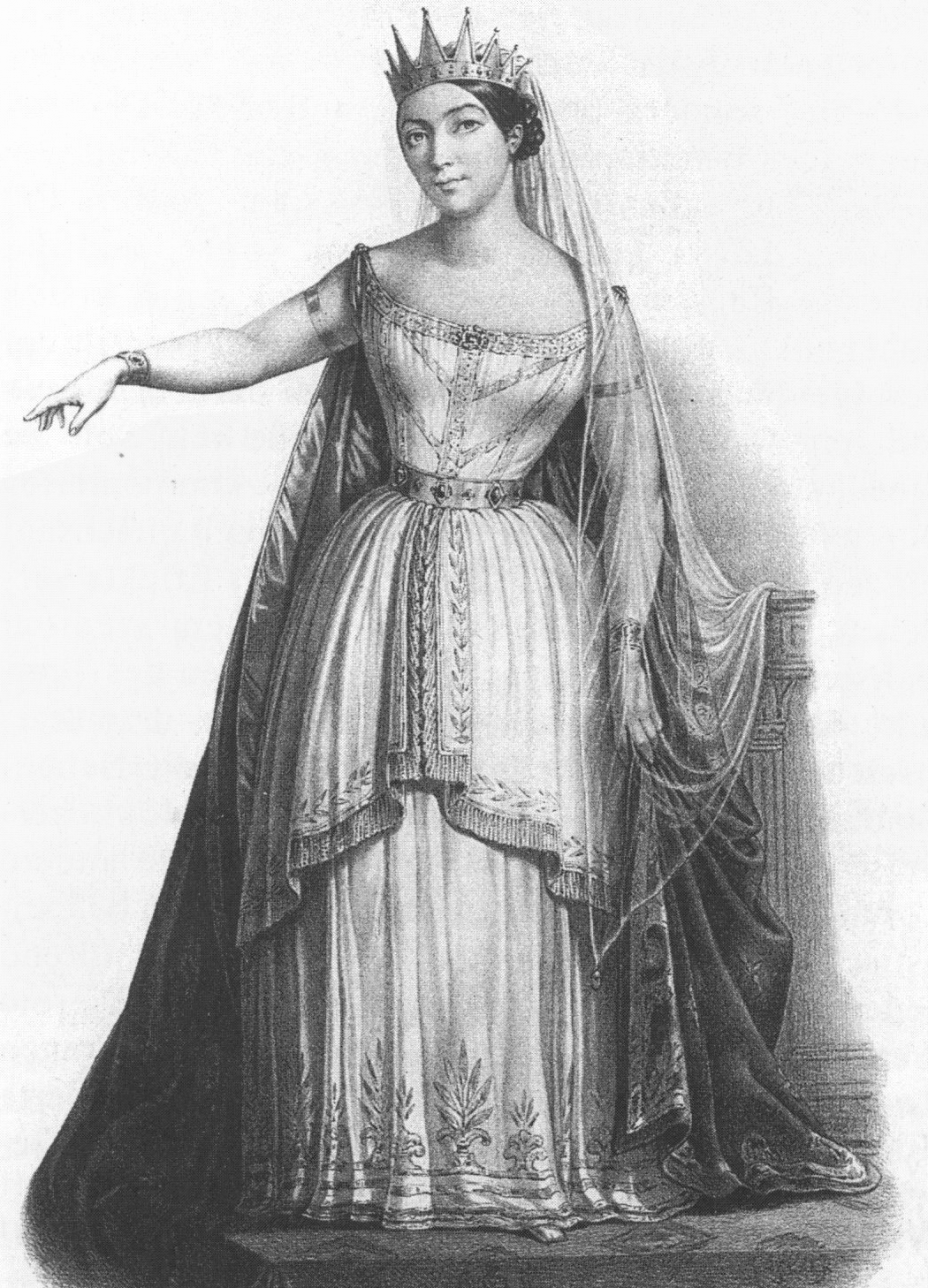
Giulia Grisi als Semiramide, Lithographie nach einer Zeichnung von Alexandre Lacauchie

Semiramide ist die letzte Oper, die Rossini für Italien schrieb. Noch im selben Jahr verließ er das Land, um Einladungen aus London und Paris zu folgen.:151 Den Vertrag mit der Theaterdirektion des Teatro La Fenice in Venedig unterschrieb er am 13. August 1822. Dessen Text sah vor, die Partitur der Oper im Besitz des Theaters zu belassen. Somit brauchte er sich nicht mehr persönlich um die künftige Verbreitung der Oper zu kümmern, da das Theater selbst aufgrund des hohen Preises einen Anreiz dazu hatte.

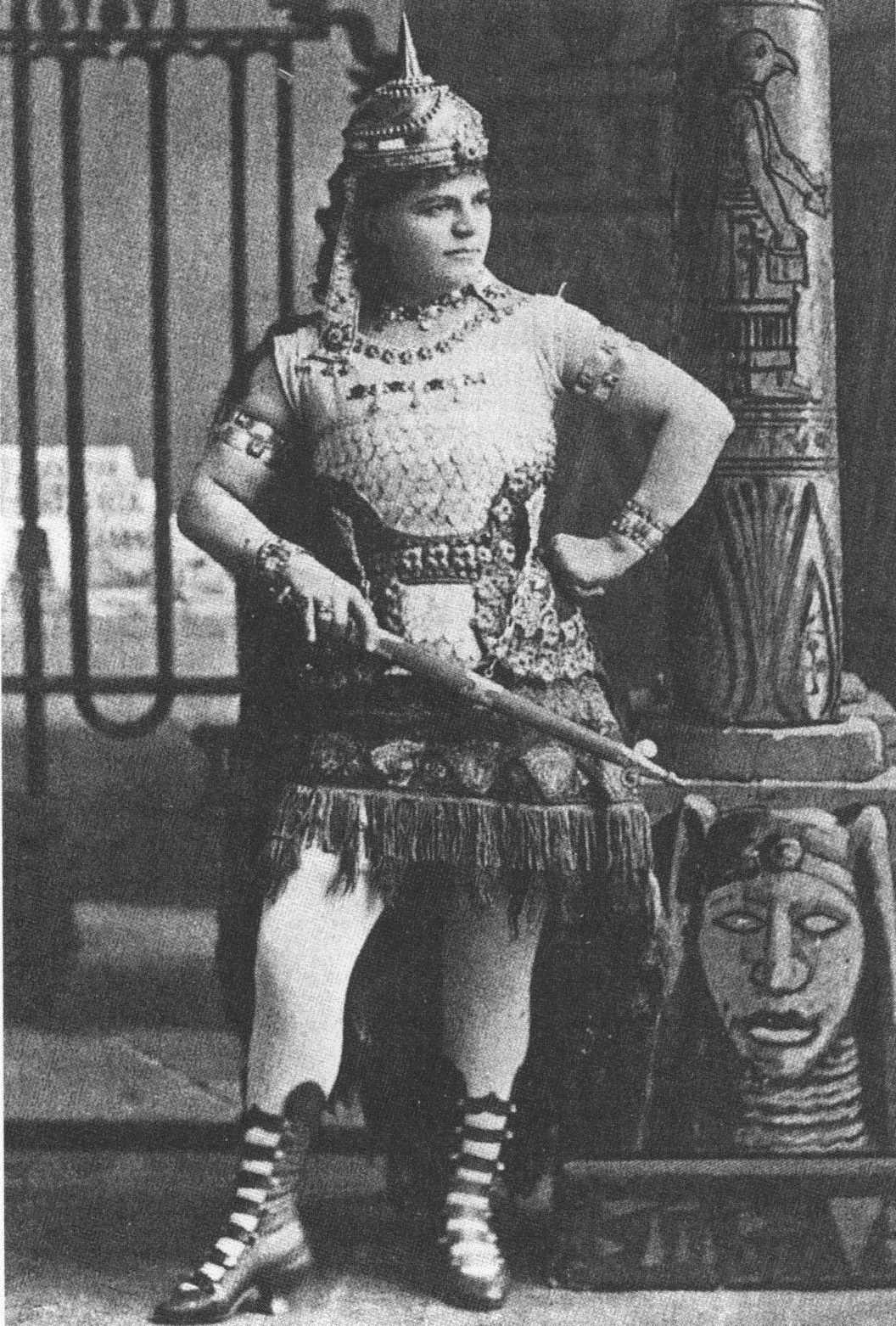
Sofia Scalchi als Arsace, Metropolitan Opera 1894

Der Librettist Gaetano Rossi hatte schon das Textbuch für Rossinis frühe Oper La cambiale di matrimonio (1810) und seinen ersten Welterfolg Tancredi (1813) geschrieben. Wie bei Tancredi griff er eine Tragödie von Voltaire auf, das Trauerspiel Sémiramis von 1748. Die Legende der Semiramis war schon seit 1593 in Italien immer wieder dramatisch verarbeitet worden und das Thema unzähliger Opern seit Francesco Paolo Sacratis Semiramide in India von 1648. Besonders beliebt bei den Opernkomponisten war Pietro Metastasios Libretto Semiramide riconosciuta von 1729, das noch 1819 – in einer Bearbeitung Gaetano Rossis:265 – von Giacomo Meyerbeer vertont worden war.:149 Auch Rossinis Frau Isabella Colbran, die für die Titelrolle der neuen Oper vorgesehen war, hatte schon mehrfach in anderen Vertonungen dieses Stoffes von Marcos António Portugal, Sebastiano Nasolini und Johann Simon Mayr mitgewirkt.
Rossini war es wichtig, Widersprüchlichkeiten und unlogische Abfolgen zu vermeiden, wie sie noch bei Tancredi vorkamen. Daher arbeitete er im Oktober 1822 auf seinem Landsitz in Castenaso gemeinsam mit Rossi an dem neuen Text.:73 Für die Komposition der Oper benötigte er nach eigener Aussage 33 Tage.:112 Möglicherweise hatte er aber schon zuvor zwei oder drei Nummern komponiert.:149 Zwischen der Komposition und den eigentlichen Aufführungsvorbereitungen in Venedig hatte Rossini noch einige andere Aufträge zu erledigen. Dazu gehörte die Aufführung einiger Kantaten und Opern aus Anlass des Veroneser Kongresses und die Einrichtung von Ricciardo e Zoraide für das Teatro La Fenice.
Bei der Uraufführung am 3. Februar 1823 im Teatro La Fenice in Venedig sangen außer der Sopranistin Isabella Colbran (Semiramide) die Mezzosopranistin Matilde Spagna (Azema), die Altistin Rosa Mariani (Arsace), die Tenöre John Sinclair (Idreno) und Gaetano Rambaldi (Mitrane) sowie die Bässe Filippo Galli (Assur) und Luciano Mariani (Oroe). Die Aufführung des ersten Akts dauerte 2 ½ Stunden, der zweite Akt weitere 1 ½. Dazwischen wurde das von Francesco Clerico choreographierte Ballett Adelaide di Guesclino aufgeführt. Während des ersten Aktes waren die Publikumsreaktionen gemischt. Die Zuhörer waren noch nicht an die neuere kompliziertere Kompositionsweise Rossinis gewöhnt. Das änderte sich jedoch im zweiten Akt, der mit Begeisterung aufgenommen wurde. Insgesamt gab es in dieser Spielzeit 28 Aufführungen bis zum 10. März.:150 Aufgrund der extremen Belastung der Sänger durch die fast täglichen Aufführungen dieses Monumentalwerks wurde dabei gekürzt. Die Arie des Idreno im ersten Akt fiel immer weg. Andere Arien wurden je nach Disposition der Sänger ausgelassen oder gekürzt. Diese Praxis führte zu Ärger beim Publikum, aufgrund dessen die Polizei einschritt und die Sänger teils gegen ärztlichen Rat zum Singen zwang. Bei den Londoner Aufführungen des Folgejahres bestand Rossini auf der vollständigen Wiedergabe.

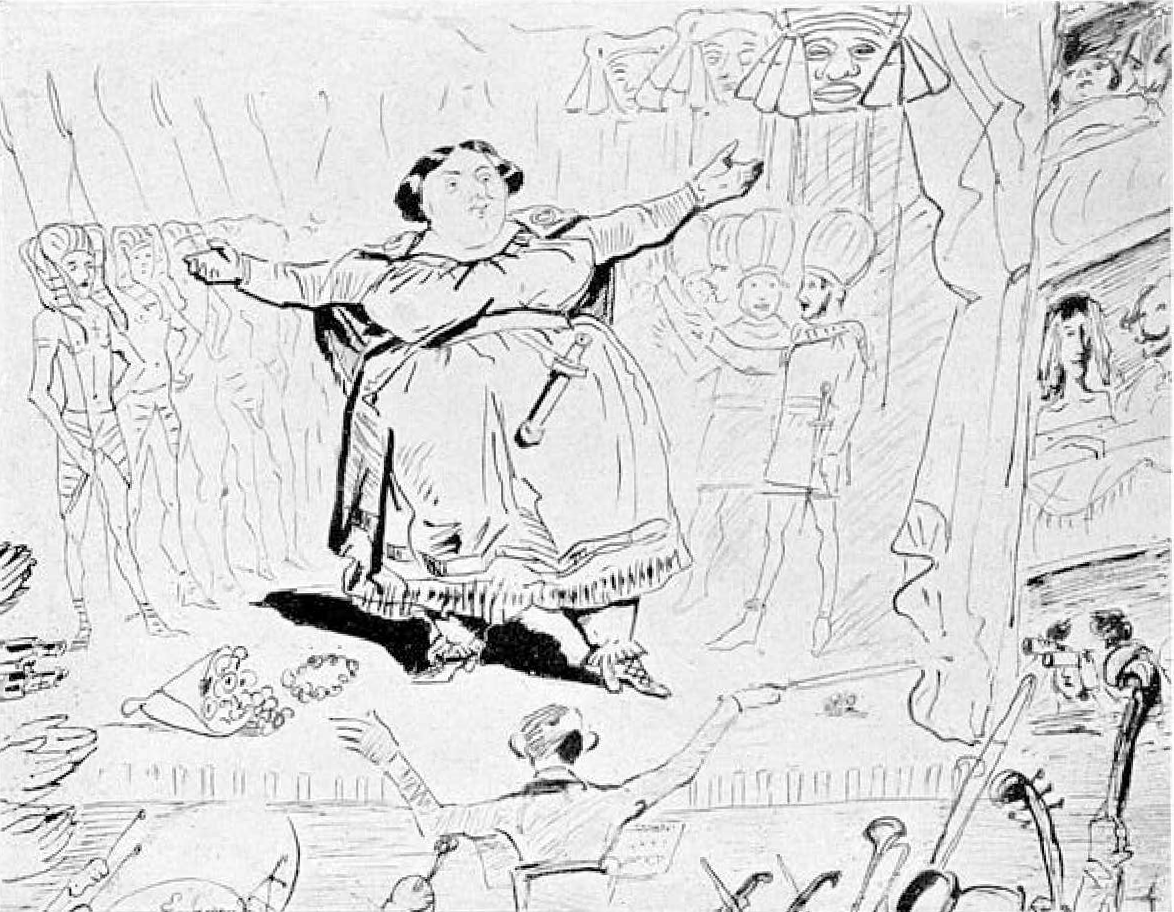
Eugène Giraud: Karikatur von Marietta Alboni in Semiramide am Théâtre-Italien

Die Oper gewann anschließend schnell an Beliebtheit. Noch 1823 gab es Aufführungen in Neapel und Wien. 1824 wurde sie zu zwei unterschiedlichen Anlässen im Teatro San Carlo in Neapel und zu drei Anlässen im Teatro alla Scala in Mailand sowie in Padua, München, London und Berlin gegeben.:435 Für die Aufführung in London, die Rossini selbst leitete, veränderte er den Schluss, der nun in ein Chor-Lamento mündete. Entgegen mancher anderslautender Darstellungen autorisierte Rossini jedoch nie ein glückliches Ende. Im Gegenteil verlängerte er für die Pariser Aufführungen von 1825/26 den Todeskampf Semiramides noch:269 und milderte so die Wandlung Arsaces vom trauernden Muttermörder zum gefeierten König ab. In dieser Fassung vermählt Semiramide ihren Sohn noch im Sterben mit Azema. Die Oper blieb während des gesamten 19. Jahrhunderts im Repertoire der Opernhäuser.

Kostüme der Aufführung im Théâtre-Italien, Paris 1825
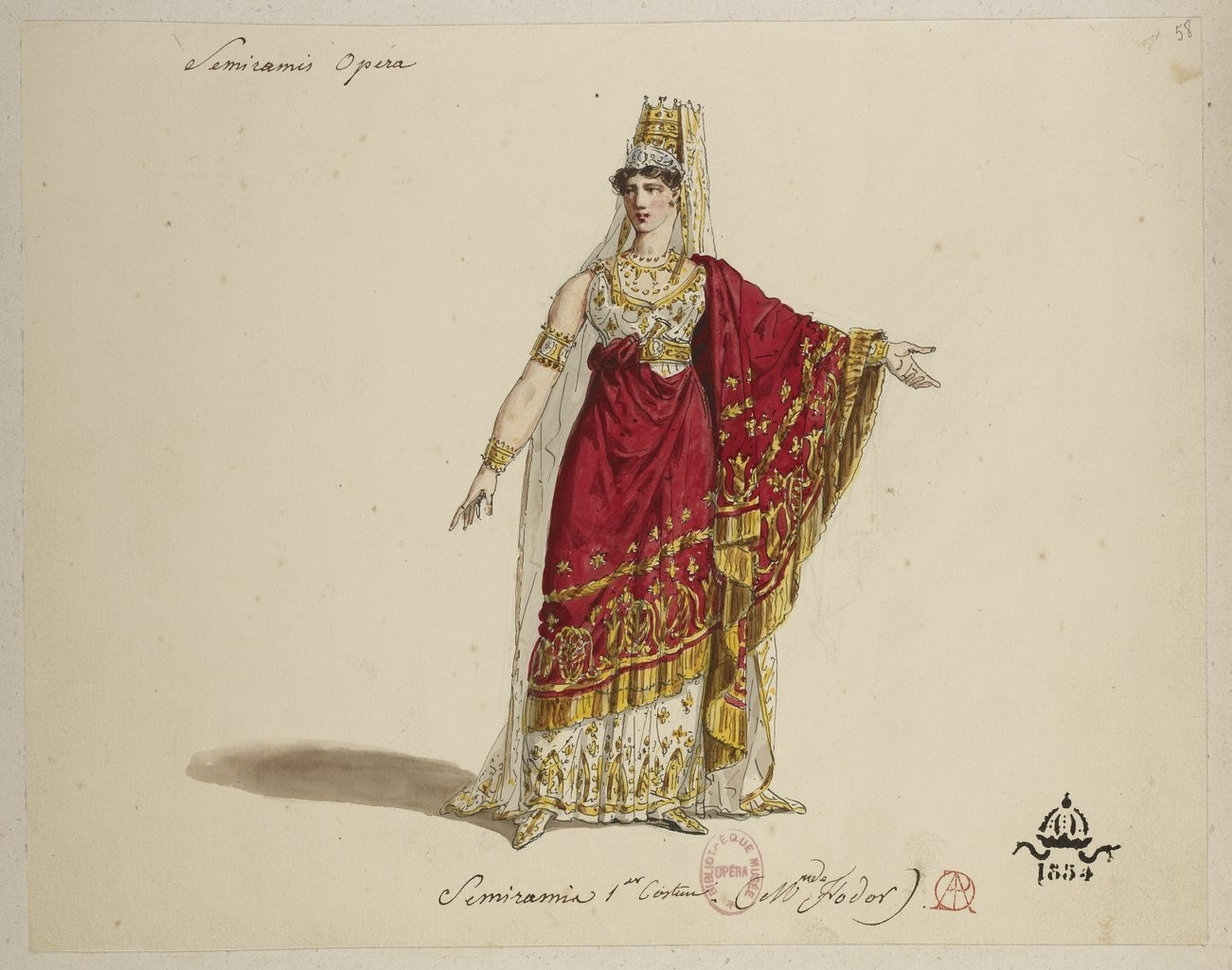
Semiramide 1 (Mdme Fodor)
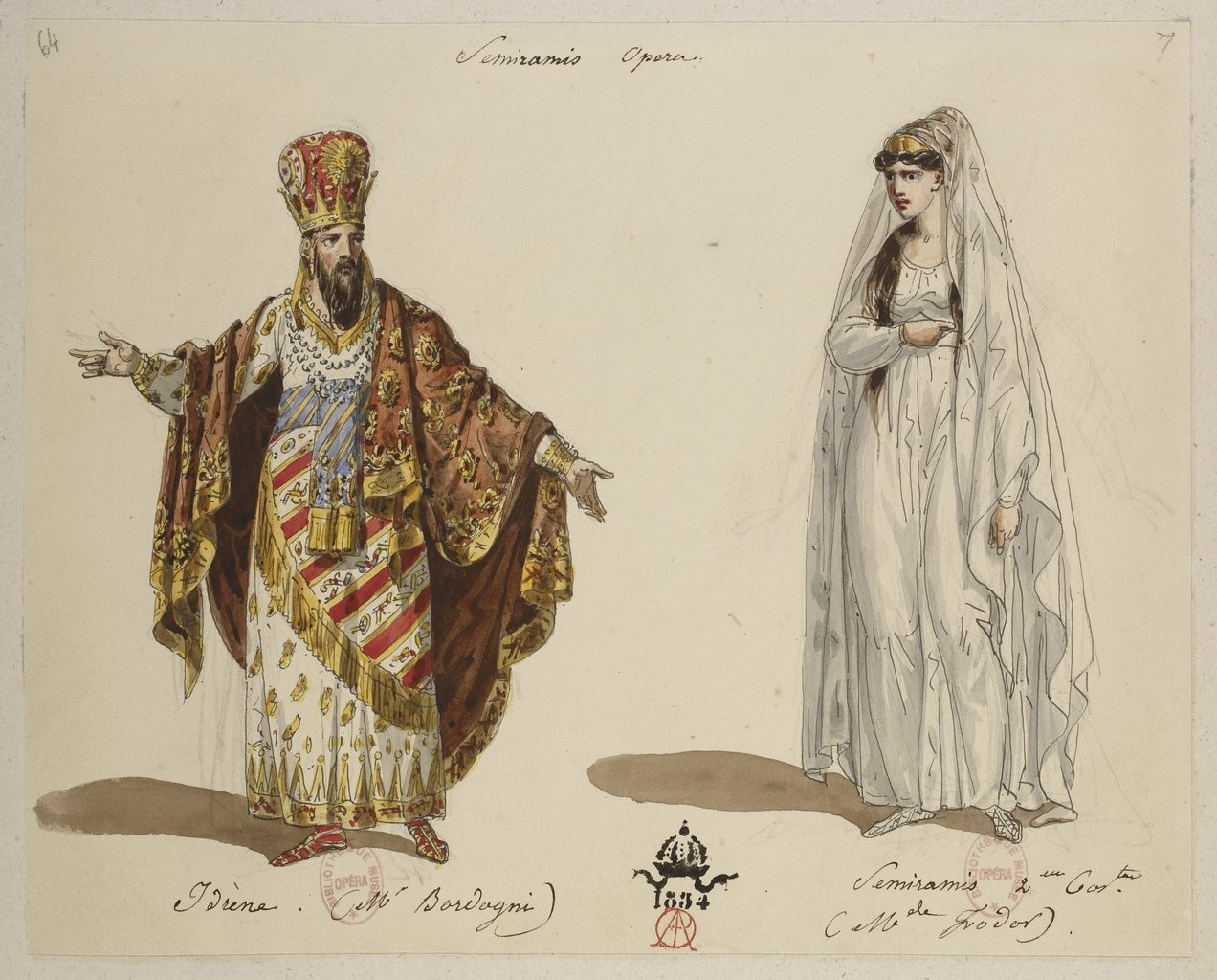
Idreno (Mr Bordogni) Semiramide 2 (Mde Fodor)
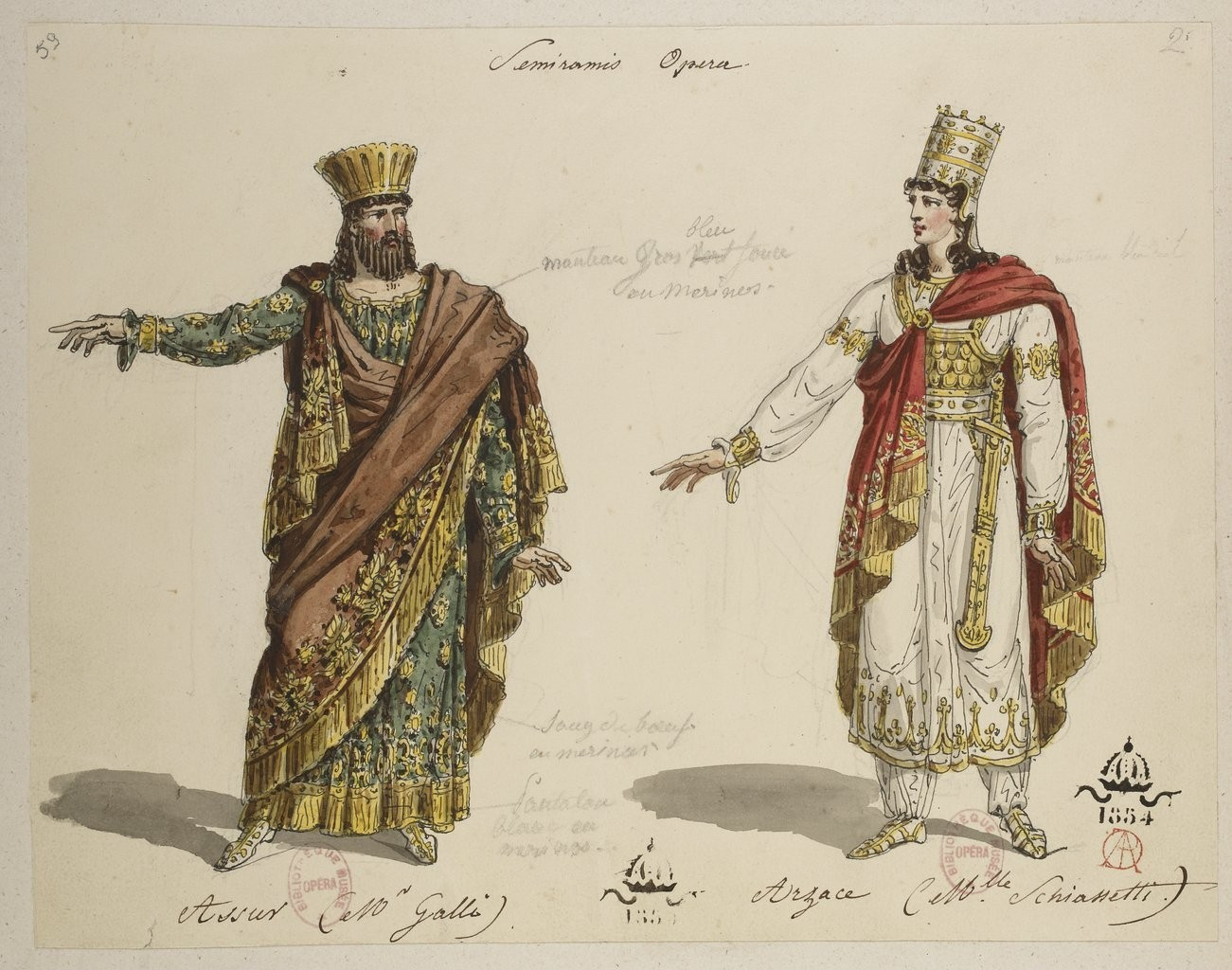
Assur (Mr Galli) Arsace (Mlle Schiassetti)
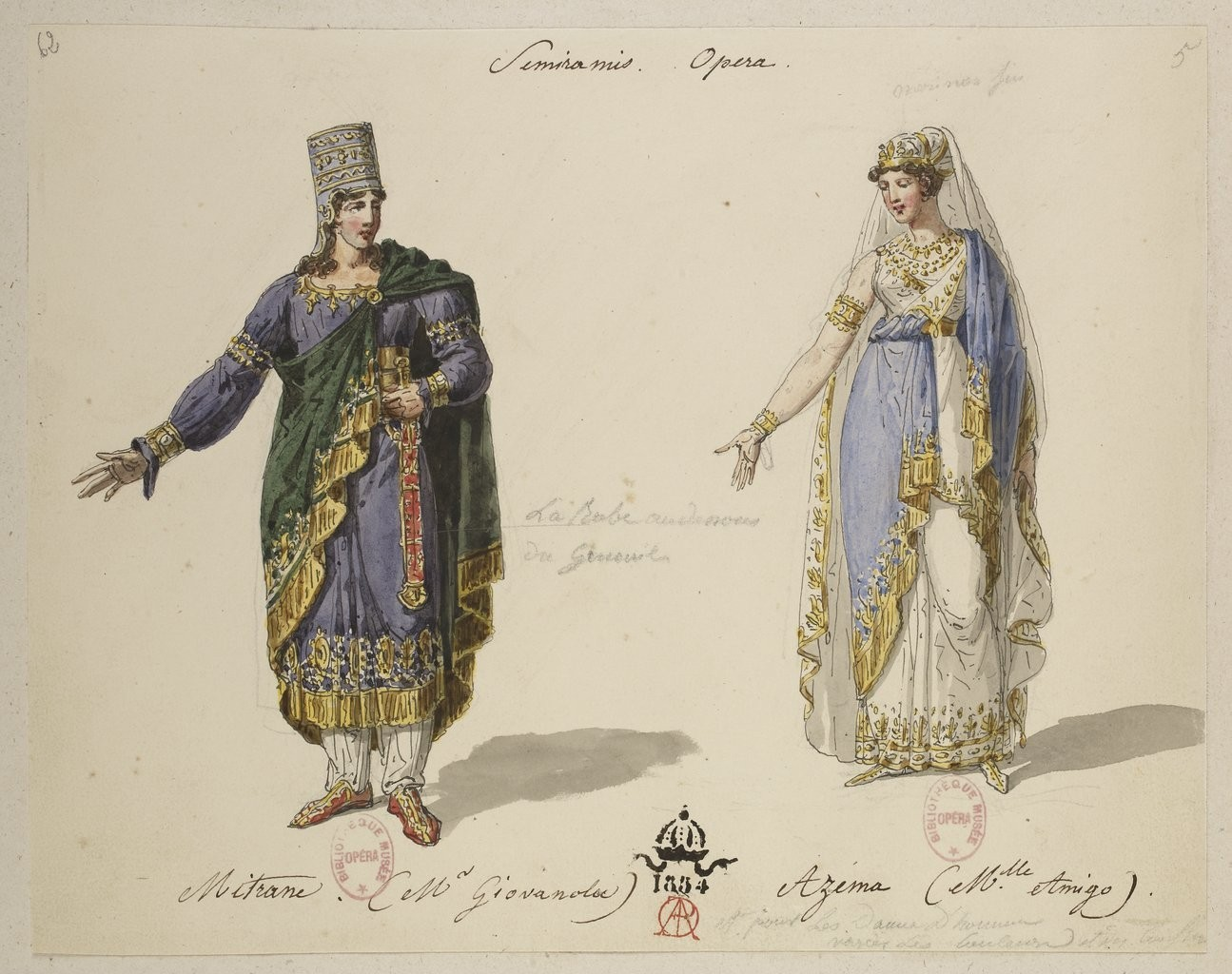
Mitrane (Mr Giovanola) Azéma (Melle Amigo)
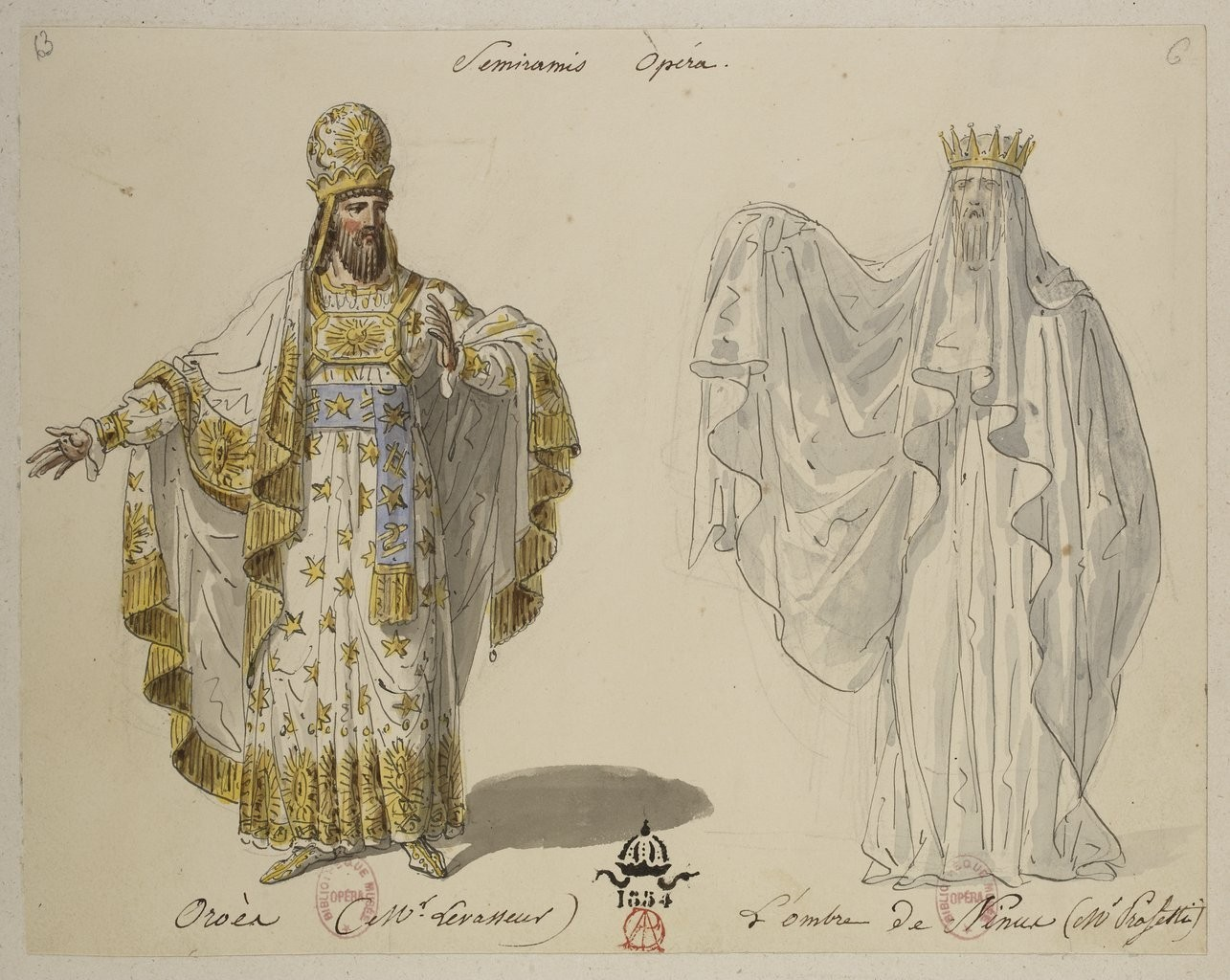
Oroe (Mr Levasseur) König Ninos Geist (Mr Profetti)
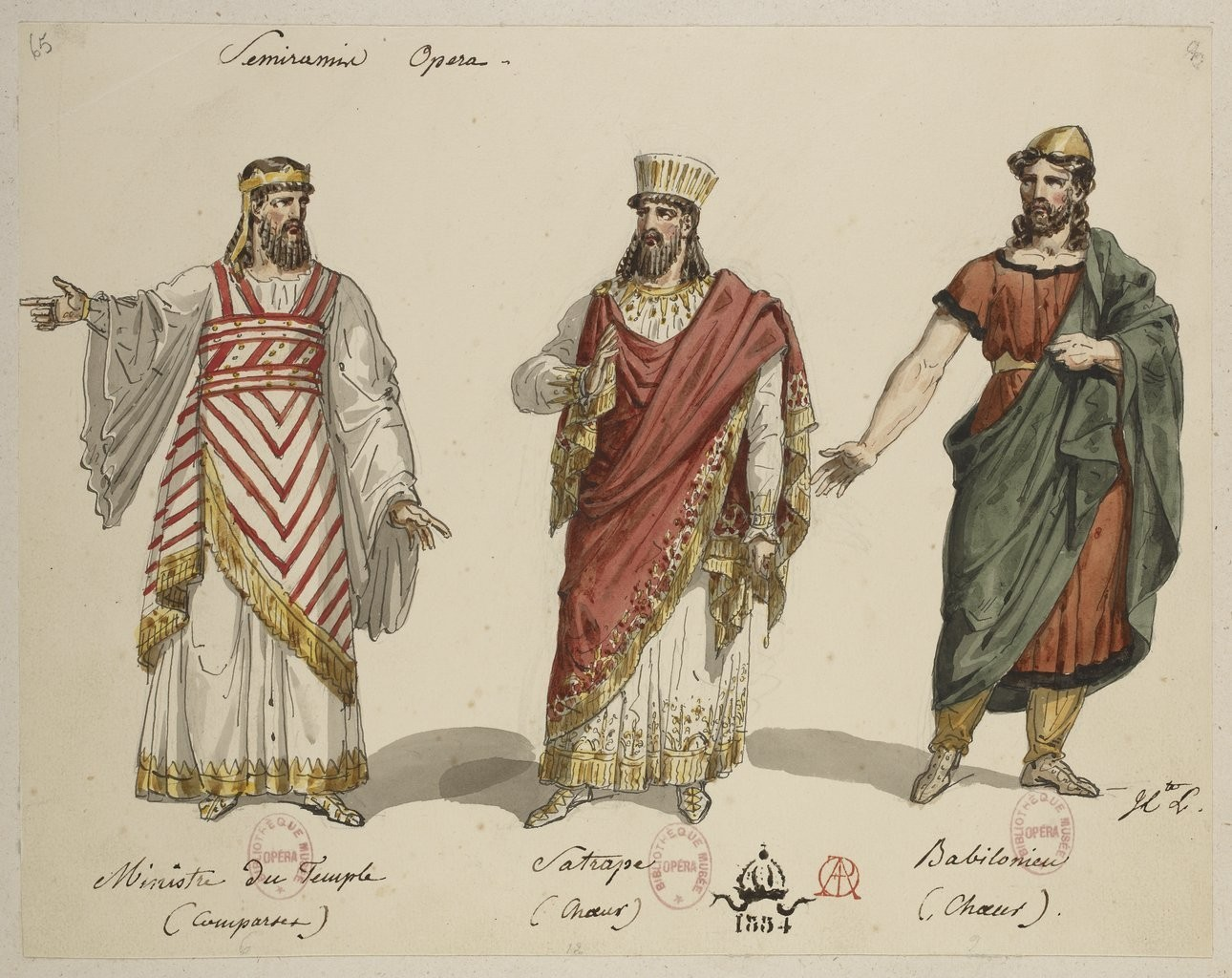
Tempeldiener, Satrape, Babylonier
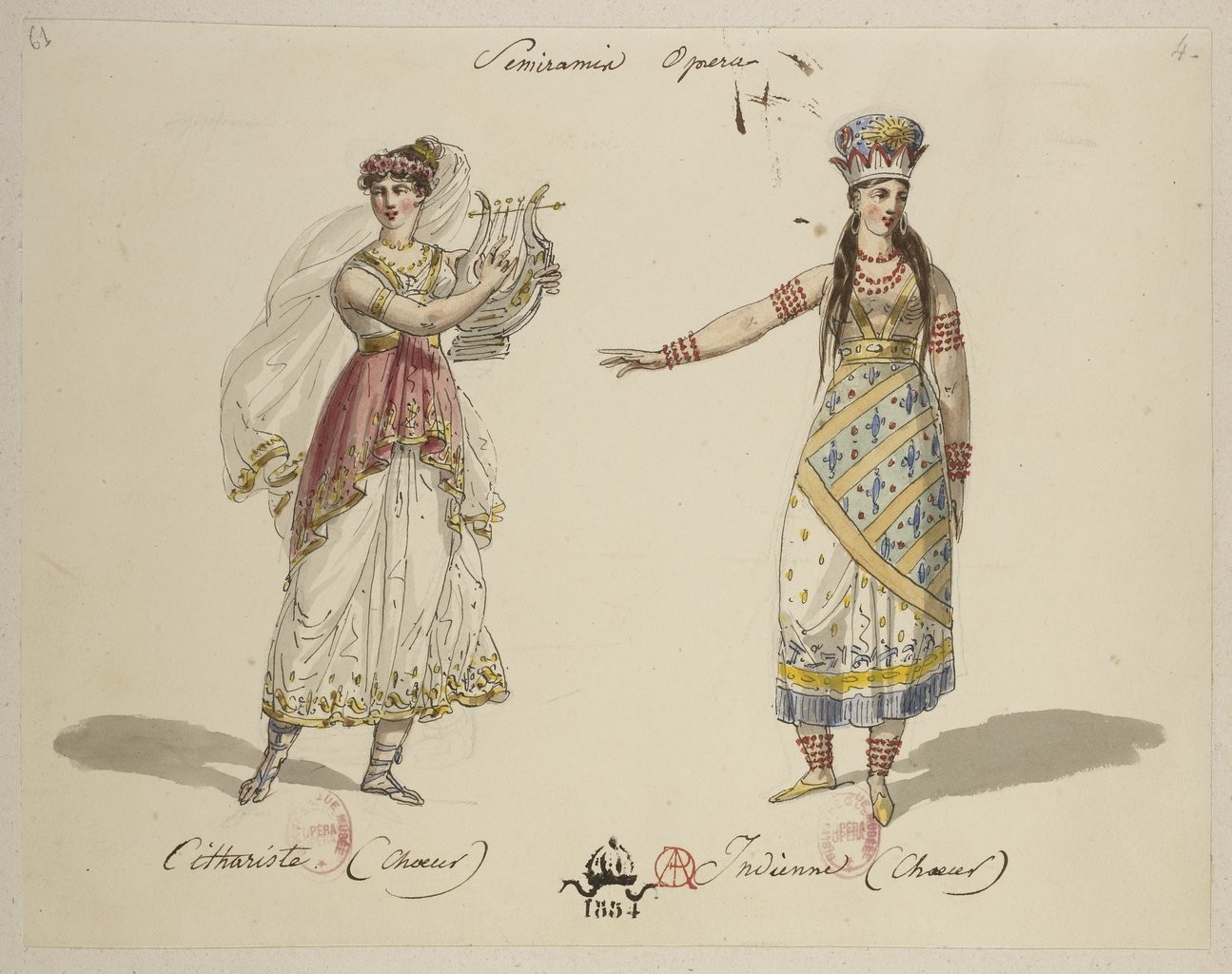
Zitherspielerin, Inderin
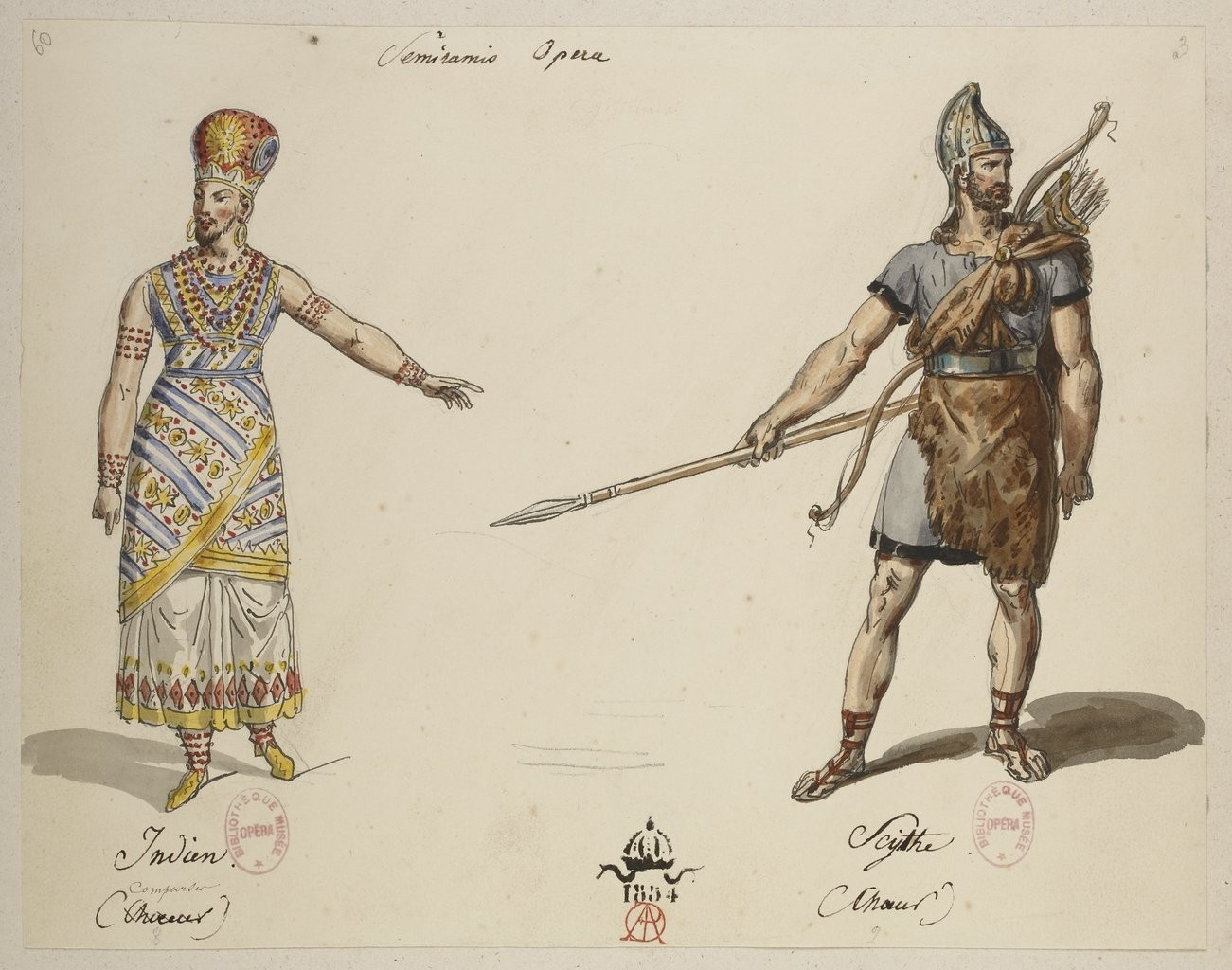
Inder, Skythe
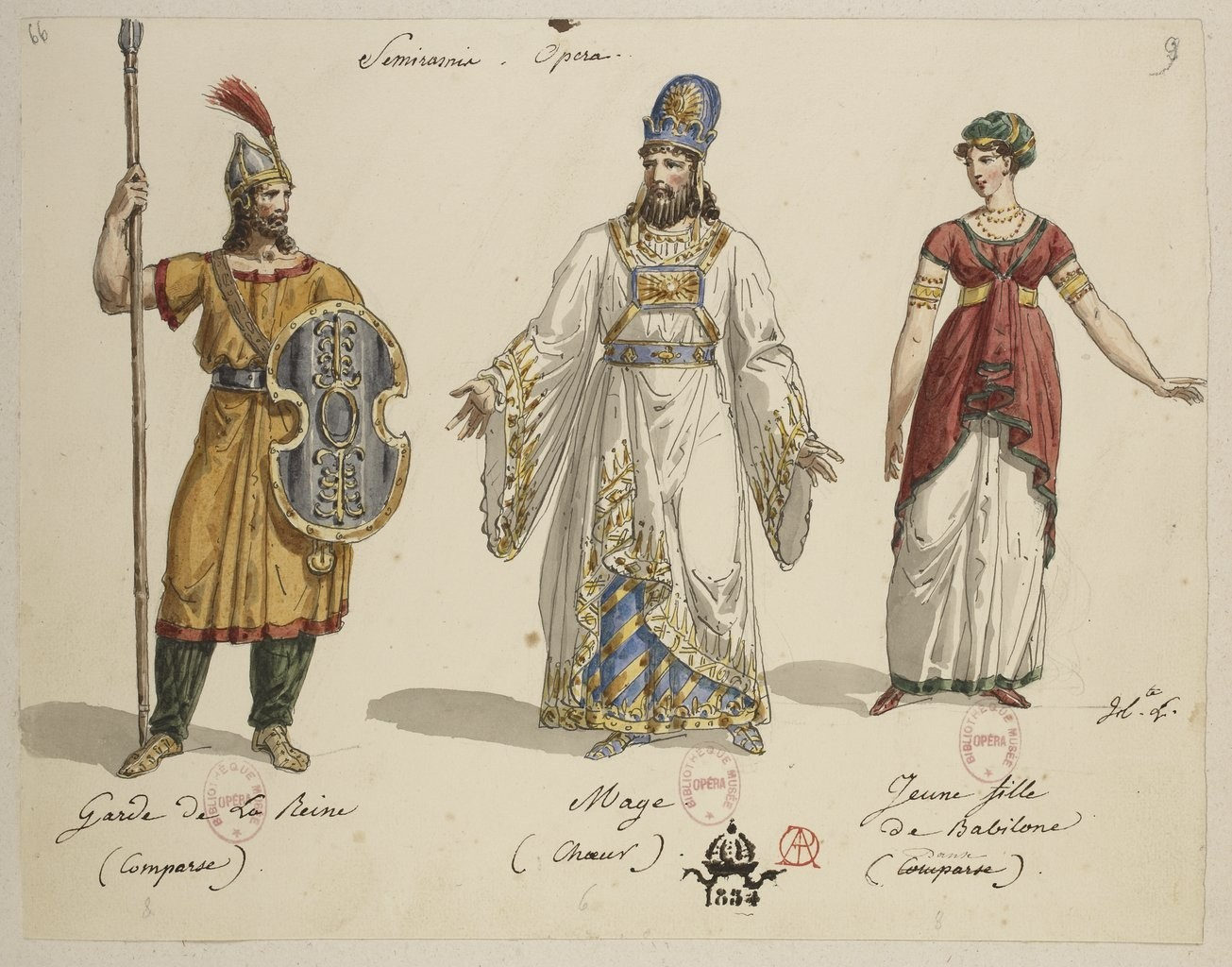
Wache, Magier, junge Babylonierin

1860 beaufsichtigte der Komponist Michele Carafa eine französische Einstudierung an der Pariser Opéra, für die er eine Ballettmusik ergänzte. Rossini übertrug ihm die Rechte für diese Fassung.:352
In der ersten Hälfte des 20. Jahrhunderts wurde das Werk in entstellter Form aufgeführt. 1922 meinte Gustav Kobbé in seinem Complete Opera Book, dass die Zeit der Semiramide vorbei sei („‚Semiramide‘ seems to have had its day“). Mitte der 1960er Jahre kam es jedoch zu einer erfolgreichen Wiederbelebung, die vor allem Joan Sutherland, Marilyn Horne und dem Dirigenten Richard Bonynge zu verdanken ist. Sutherland sang die Titelrolle zunächst 1962 bei einer Aufführung an der Mailänder Scala zusammen mit Giulietta Simionato, Gianni Raimondi und Wladimiro Ganzarolli unter der Leitung von  Gabriele Santini. Den ganz großen Erfolg hatte eine Aufnahme vom Dezember 1965 mit Sutherland und Horne unter der Leitung von Bonynge, die mehr als ein Vierteljahrhundert unerreicht blieb. Im Dezember 1990 sang Marilyn Horne die Rolle des Arsace an der Metropolitan Opera New York unter der musikalischen Leitung von James Conlon. Die Inszenierung stammte von John Copley. Außerdem wirkten Samuel Ramey als Assur und alternierend June Anderson und Lella Cuberli in der Titelrolle mit. Von dieser Produktion wurde auch ein Video-Mitschnitt herausgegeben.:15997 Inzwischen gehört Semiramide wieder international zu den populärsten Rossini-Opern.
Im Jahr 1830 verwandte Gaetano Donizetti ein Thema aus Semiramide für die Auftrittsarie der Norina „All’ udir che il mio tesor“ in seiner Oper I pazzi per progetto.:189
Unter dem Aufführungsmaterial des Teatro La Fenice wurde in jüngerer Zeit ein autographes Spartitino mit zusätzlichen Stimmen wiederentdeckt, die in der Hauptpartitur keinen Platz gefunden hatten. Diese sind in die kritische Ausgabe von Philip Gossett und Alberto Zedda eingeflossen.

## Aufnahmen
Semiramide ist vielfach auf Tonträger erschienen. Operadis nennt 31 Aufnahmen im Zeitraum von 1962 bis 2005. Daher werden im Folgenden nur die in Fachzeitschriften, Opernführern oder Ähnlichem besonders ausgezeichneten oder aus anderen Gründen nachvollziehbar erwähnenswerten Aufnahmen aufgeführt.
- 17. Dezember 1962 (erste bekannte Aufnahme, live aus Mailand, stark gekürzt): Gabriele Santini (Dirigent), Orchester und Chor des Teatro alla Scala. Joan Sutherland (Semiramide), Giulietta Simionato (Arsace), Wladimiro Ganzarolli (Assur), Gianni Raimondi (Idreno), Manuela Bianchi Porro (Azema), Ferruccio Mazzoli (Oroe), Giuseppe Bertinazzo (Mitrane), Antonio Zerbini (Geist Ninos). Opera italiana CD: OPI 14 (2 CD), Fonit Cetra LP: DOC.[13]:15975
- 1966 (Opernwelt-CD-Tipp: „Referenzaufnahme“[4], stark gekürzt): Richard Bonynge (Dirigent), London Symphony Orchestra, Ambrosian Opera Chorus. Joan Sutherland (Semiramide), Marilyn Horne (Arsace), Joseph Rouleau (Assur), John Serge (Idreno), Patricia Clark (Azema), Spiro Malas (Oroe), Leslie Fyson (Mitrane), Michael Langdon (Geist Ninos). Decca CD: 425 481 2, DECCA LP: TIS SET 317/19, Decca 475 791 8 (3 CD).[13]:15978
- 25. Dezember 1990 (Video, live aus der Metropolitan Opera New York, gekürzt, spezielle Erwähnung in Grove Music Online[10]): James Conlon (Dirigent), John Copley (Inszenierung), Orchester und Chor der Metropolitan Opera. June Anderson (Semiramide), Marilyn Horne (Arsace), Samuel Ramey (Assur), Stanford Olsen (Idreno), Young Ok Shin (Azema), John Cheek (Oroe), Michael Forrest (Mitrane), Jeffrey Wells (Geist Ninos). VL VI: VL 199, Castle RM VI: CV 2849.[13]:15997
- Juli 1992 (Opernwelt-CD-Tipp: „künstlerisch wertvoll“[4], vollständig): Ion Marin (Dirigent), London Symphony Orchestra, Ambrosian Opera Chorus. Cheryl Studer (Semiramide), Jennifer Larmore (Arsace), Samuel Ramey (Assur), Frank Lopardo (Idreno), Julia Faulkner (Azema), Jan-Hendrik Rootering (Oroe), Octavio Arévalo (Mitrane), Romuald Tesarowicz (Geist Ninos). DG CD: 437 813 2 N.A., DG CD: 437 797 2.[13]:16001
- 2016 (Opernwelt-Rezension: „[Die bisher erschienenen] Studioeinspielungen und Livemitschnitte […] toppt jetzt die ungekürzte Aufnahme durch die Londoner Opera Rara Society.“): Mark Elder (Dirigent), Orchestra of the Age of Enlightenment, Opera Rara Chorus. Albina Shagimuratova (Semiramide), Daniela Barcellona (Arsace), Mirco Palazzi (Assur), Barry Banks (Idreno), Susana Gaspar (Azema), Gianluca Buratto (Oroe), David Butt Philip (Mitrane), James Platt (Geist Ninos). Opera Rara/Warner ORC57 (4 CDs).[15]